# Tamatsukuri onsen

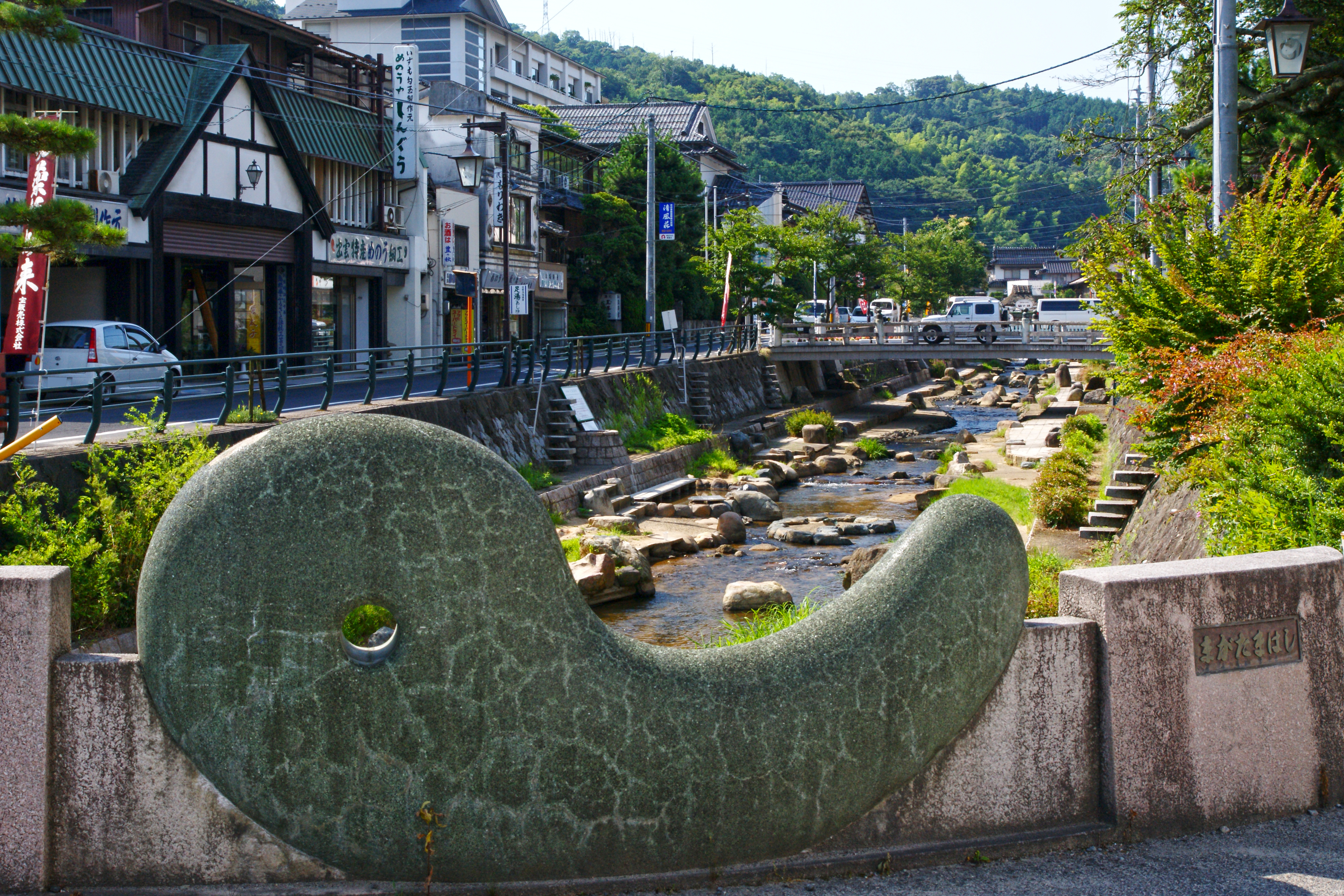
Magatama du pont de Tamatsukuri onsen.

Tamatsukuri onsen (玉造温泉) est une source thermale située à Tamayu, un district de la ville de Matsue, chef-lieu de la préfecture de Shimane, au Japon. Les thermes (onsen en japonais) de Tamatsukuri, très anciens, sont renommés pour leurs vertus curatives et leur importance dans la mythologie japonaise.

## Les «bains des Dieux»
Cités dans le Izumo fudoki (出雲国風土記), rapport commandé par l’impératrice Genmei et compilé en 733 pendant la période de Nara, qui rapporte les coutumes, l'histoire et les notes géographiques de chacune des provinces du Japon, les thermes de Tamatsukuri seraient anciens de mille six cents ans et sont considérés comme les « bains des Dieux » (神の湯, kami no yu). Les divinités du panthéon shintoïste viendraient effectivement s’y baigner régulièrement, lors de leur grand rassemblement annuel au grand sanctuaire de Izumo, tout proche. À cette occasion, lors du dixième mois de l'ancien calendrier, se tient un grand festival (matsuri) en leur honneur.

## Tourisme

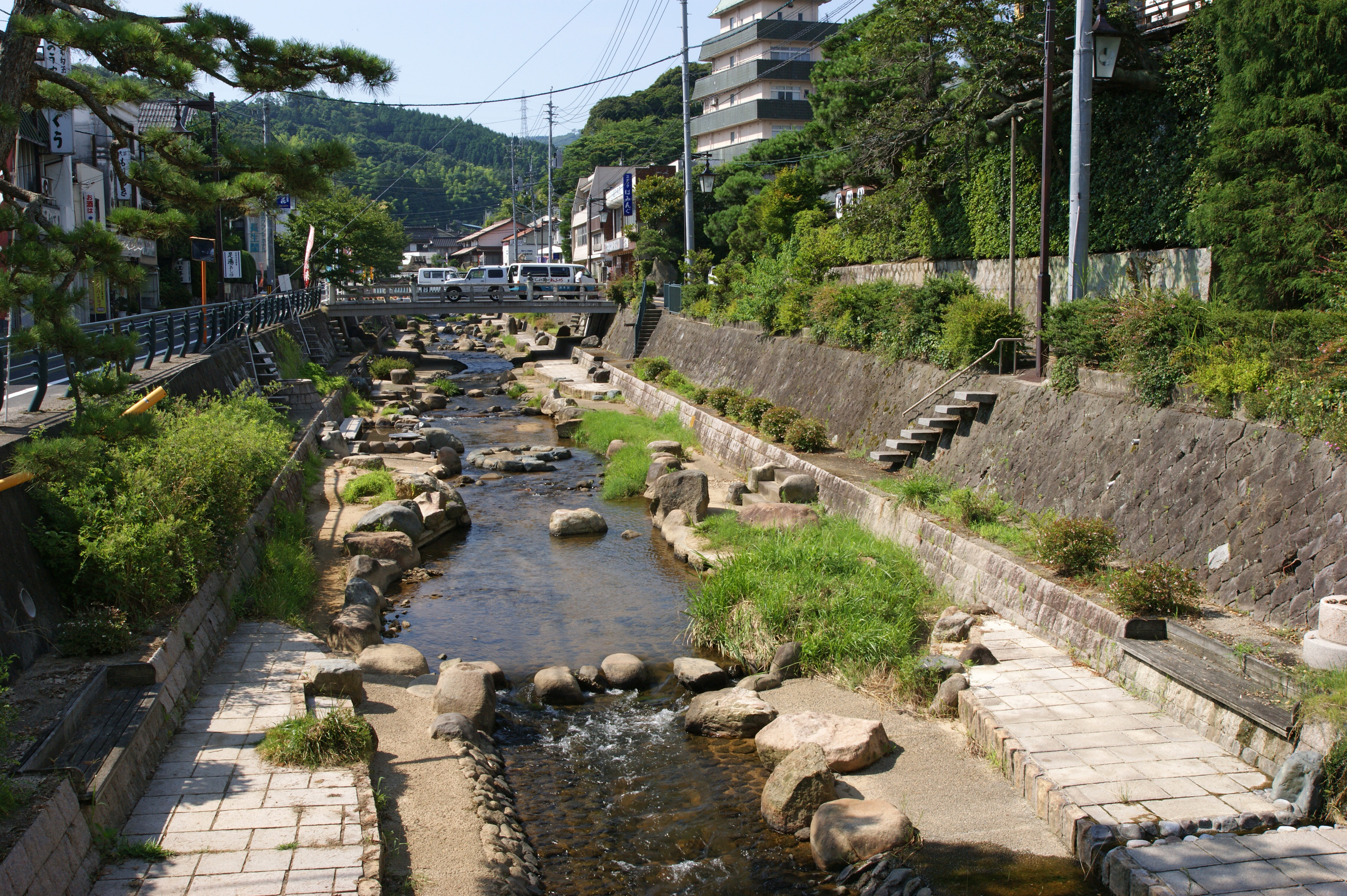
La rivière traversant Tamatsukuri onsen.

Située entre Matsue, célèbre pour son château du XVIIe siècle et sa vue sur le lac Shinji, et Izumo, abritant le grand sanctuaire d'Izumo, Izumo-taisha (出雲大社), l'un des plus anciens et des plus importants sanctuaires du Japon, Tamayu accueille tout au long de l'année de nombreux touristes qui viennent se relaxer dans les différents onsen de la ville. Comptant pas moins de quinze sources jaillissant de la roche volcanique, les thermes sont réputés pour leurs bienfaits pour la peau et contre les rhumatismes. Riches en calcium et en sodium, leurs températures vont de 50 à 72 degrés.

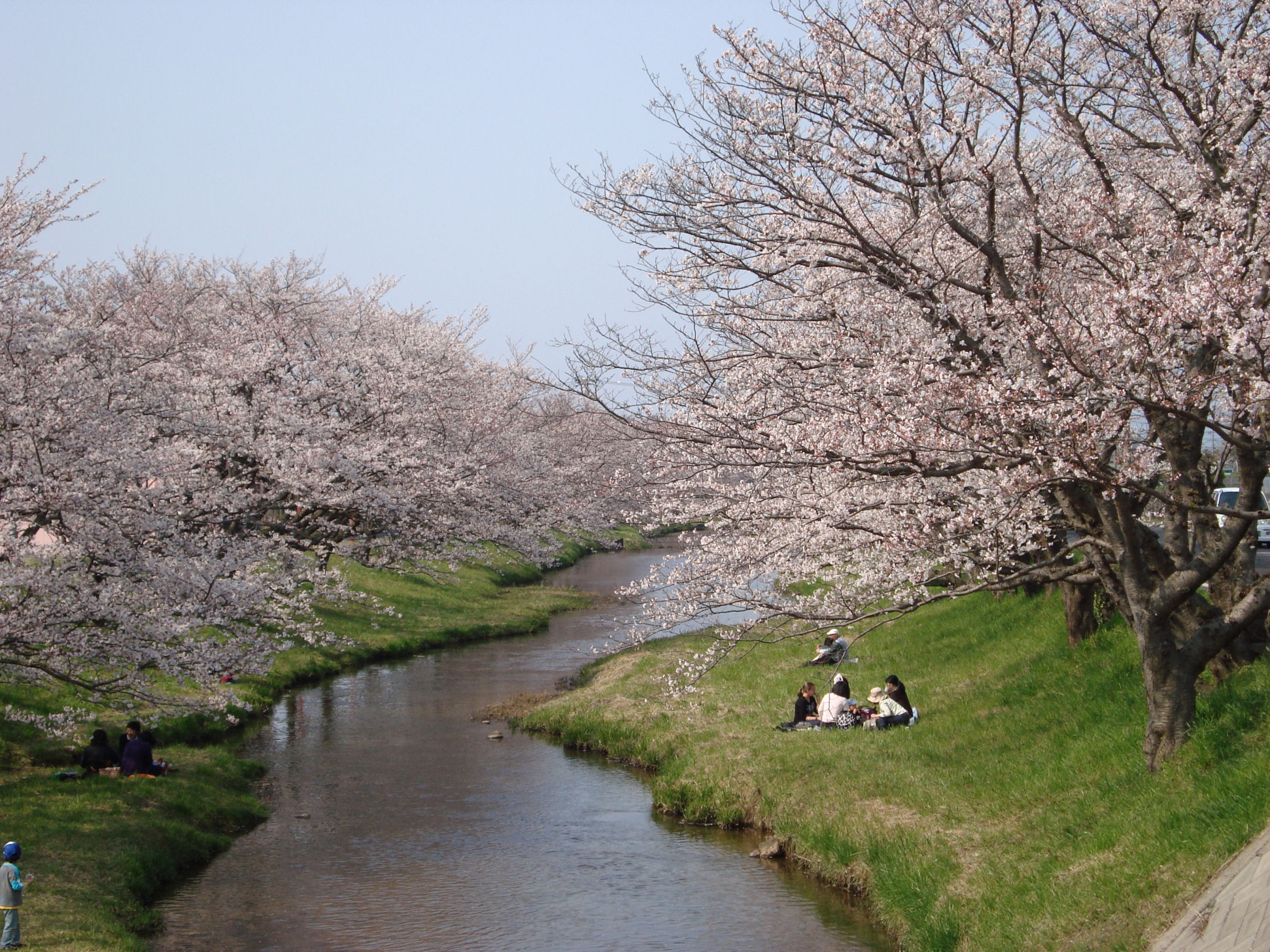
Cerisiers en fleur le long de la rivière Tamayu.

Les rives de la rivière Tamayu qui traverse Tamatsukuri onsen ont été aménagées en bains ouverts et les passants peuvent profiter à loisir des bienfaits de cette rivière qui se déverse dans le lac Shinji. Plus de quatre cents cerisiers (en japonais : sakura no ki) bordent cette rivière et leur floraison en mars-avril est très attendue (voir hanami).